# La perla negra (Josep Maria de Sagarra)
La perla negra és una comèdia romàntica en tres actes i en vers, original de Josep Maria de Sagarra, estrenada al teatre Novetats de Barcelona, la vetlla del 2 de març de 1931.
L'acció passa a Barcelona l'any 1850.

## Repartiment de l'estrena
- Leocàdia, 40 anys, vídua d'un vell aristocràtic: Emília Baró.
- Maria Antònia, 22 anys, muller de Ferran: Pepeta Fornés.
- la Tia Úrsula, 60 anys, tia de Ferran: Maria Morera.
- la Tia Soledat, 60 anys. tia de Maria Antònia: ?
- Flora, 18 anys, arrupida i mosca morta: ?
- Regina, 17 anys, germana de Flora: ?
- Isabel, 45 anys, criada de Leocàdia: ?
- Albert, 35 anys, solter, desabusat i una mica paradoxal: Joaquim Torrents.
- Ferran, 35 anys, examant de Leocàdia i marit de Maria Antònia: ?
- Jeroni, 60 anys, aristòcrata gris i insignificant: ?
- el General, 60 anys, porta perruca postissa: ?
- Magarola, un altre solter de prop de setanta: ?
- Cristià, criat de Leocàdia: ?
- Marina, cambrereta de Maria Antònia: ?